# Национален съдебен съвет на Бразилия
Националният съдебен съвет (на португалски: Conselho Nacional de Justiça [kõˈseʎu nɐsjoˈnaw dʒi ʒuʃˈtʃisɐ]) е висш конституционен орган, който представлява съдебната власт в Бразилия и осигурява нейната независимост. Националният съдебен съвет на Бразилия е създаден през 2004 г. с 45-о изменение на Бразилската конституция, като част от съдебната реформа в страната.

## Състав
Националният съдебен съвет се състои от 15 членове между 35 и 65 години, назначени за срок от 2 години с право на още едно преназначение. Според Конституцията на страната Националният съдебен съвет се попълва на квотен принцип, както следва:
- председателя на Върховния федерален съд (конституционна поправка 61 от 11 ноември 2009 г.)
- един съдия от Висшия съд, чиято кандидатура е издигната от същия съд;
- един съдия от Висшия съд на труда, номиниран от същия съд;
- един съдия от апелативен щатски съд, номиниран от Върховния федерален съд;
- един щатски съдия, номиниран от Върховния федерален съд;
- един съдия от регионален федерален съд, номиниран от Висшия съд;
- един федерален съдия, номиниран от Висшия съд;
- един съдия от регионален съд на труда, номиниран от Висшия съд на труда;
- един съдия по трудови дела, номиниран от Висшия съд на труда;
- един член на Прокуратурата, избран от Главния прокурор на републиката измежду имената, предложени от компетентнтните органи на щатско равнище;
- двама адвокати, номинирани от Федералното бюро на Бразилската адвокатска колегия;
- двама граждани с юридическо образование и безупречна репутация, единият от които е номиниран от Камарата на депутатите, а другият — от Федералния сенат.

Председател на Националния съдебен съвет е председателят на Върховния федерален съд.
Членовете на Националния съдебен съвет се назначават от президента на Бразилия след одобрение от Федералния сенат, взето с абсолютно мнозинство.

## Компетенции
Националният съдебен съвет на Бразилия осигурява административното и финансово управление на съдебната система на Бразилия, както и правилното изпълнение на съдебните задължения. Съветът получава и разглежда жалби срещу дейността на членовете или органите на съдебната власт, включително и срещу съдебните служители в тяхната администрация, срещу нотариалните служби и службите по вписванията, чиято дейност е регламентирана със закон.
Националният съдебен съвет провежда, по собствена инициатива или след сезиране, и дисциплинарни дела срещу представители на съдебната власт. Националният съдебен съвет има правото да сезира Прокуратурата за престъпления срещу държавната администрация или за престъпления по служба.
Националният съдебен съвет изготвя два пъти в годината статистически доклад за делата и присъдите, издадени от органите на съдебната власт в Бразилия. Освен това Съветът изготвя ежегоден доклад, в който отчита дейността си и предлага необходимите мерки за подобряването на своята дейност и на дейността на съдебната система. Докладът става интегрална част от ежегодното обръщение на Председателя на Върховния федерален съд пред Националния конгрес на Бразилия.
Създаването на Националния съдебен съвет на Бразилия през 2004 г. се оказва доста противоречиво събитие. Преди създаването му всички случаи, отнасящи се до поведението на съдиите и работата на съдилищата, са се смятали за вътрешни въпроси и като такива са били разглеждани само от съдийски колегии. Постепенно обаче в обществото се налага мнението, че тези съдийски колегии проявяват твърде голяма солидарност към съдиите, срещу които се водят подобни дела. Емблематичен в това отношение е случаят с бившия съдия Николао дос Сантос Нето, който е уличен в участие в корупционна схема за над 50 милиона долара. Дисциплинарната колегия, която разглежда случая на Дос Сантос Нето, „осъжда“ колегата си на преждевременно пенсиониране и получаване на пенсия, пропорционална на натрупания от него стаж. Дос Сантос Нето е пратен в затвора по-късно, едва когато случаят му е разгледан от криминален съд. Ако Националният съдебен съвет на Бразилия е съществувал по времето, в което случаят Дос Сантос Нето нашумява, то съдия Дос Сантос Нето веднага е щял да бъде предаден на прокуратурата.
И ако съдиите са се държали прекалено корпоративно, когато са съдили свои колеги, то още по-трудно се оказва подаването на каквото и да е оплакване срещу съдия. И докато в Бразилия е съществувала и все още съществува възможност да се обжалва законосъобразността на едно съдебно решение, то нищо не е могло да се направи, например, в случай, в който поради своята натовареност даден съдия забавя разглеждането на едно дело с години. Една от основните функции на Националния съдебен съвет на Бразилия е именно да осигури на гражданите инструмент за надзор над работата на съдиите и да изразява тяхното недоволство от нея. Първоначално създаването на съвета е посрещнато отрицателно от много съдии, според които работата му е представлява външна намеса в съзнанието на съдиите. Според общественото мнение обаче на съдиите е била предоставена изключително широка свобода, с която те злоупотребяват.
Първото решение на Националния съдебен съвет на Бразилия от 19 октомври 2005 г. забранява непотизма в системата. Съветът се произнася, че всички роднини на съдии, които работят на ключови позиции в съдебната система, трябва да напуснат работата си. Подобен закон, забраняващ непотизма във федералните съдилища, съществува в Бразилия от 1996, но Съветът разширява обхвата на закона и за федералните и щатските съдии, като дава на роднините им, работещи в системата, срок от 90 дни от публикуването на решението, за да напуснат работата си. Съветът забранява също и хора, които представляват или управляват частни компании, да сключват договори за предоставяне на стоки и услуги със съдилища, попадащи в съдебния район на съдия, който им е роднина.
На 8 февруари 2012 г. Върховният федерален съд на страната излиза с решение, потвърждаващо правото на Националния съдебен съвет като орган, упражняващ национален контрол върху съдебната система, да стандартизира методите за разследване на нарушенията на магистратите в страната. Решението на съда е взето по повод делото за противоконституционност, заведено пред него от Националната асоциация на бразилските магистрати срещу резолюция No 135/23.0.2011 на Националния съдебен съвета, с която последният въвеждаща единни стандарти за провеждане на процеси срещу магистрати. Върховният съд, в духа на оспорваната резолюция, приема период от 140 дни, през който заведените административни дела срещу магистрати трябва да бъдат приключвани от местните съдилища, установява крайни срокове, в които разследваната страна може да представи своята защита, и определя членовете от състава на съдебните комисии, които ще разследват своите колеги. Освен това върховните съдии оставят в резолюцията на съвета и онези части от нея, които определят начините за прилагането на наказанията, така че след края на всяко дело, в което обвиняемият магистрат е признат за виновен, той да може да получи ефективно наказания.

## Национална съдебна корежедория
Националната съдебна корежедория е изпълнителен орган на Националния съдебен съвет, който ръководи, координира и провежда различни политики, насочени към подобряването и правилното изпълнение на дейността на съдилищата в страната. Националната съдебна корежедория се ръководи от Националния корежедор по правосъдието, чиято дейност е регламентирана в § 5, чл. 103-B на Конституцията.